# Gare de Tatenyaya
La gare de Tatenyaya, ou gare de Titen Yahia, est une ancienne halte ferroviaire algérienne située sur le territoire de la commune de Aïn Tallout, à proximité de la localité de Titen Yahia, dans la wilaya de Tlemcen.

## Situation ferroviaire
Établie à une altitude de 1 031,800 m, la gare est située au point kilométrique (PK) 128,835 de la ligne de Oued Tlelat à Béchar, où elle est précédée de la gare fermée des Pins et suivie de celle de Ras El Ma. 

## Histoire
La gare est mise en service en 1885 lors de l'ouverture de la section de Magenta (El Haçaiba) à Tatenyaya de la ligne de Tabia à Crampel,.

## Service des voyageurs

### Dessertes
En 2023, cette halte n'est pas desservie par les trains de la Société nationale des transports ferroviaires.